# Minna Meriluoto
Minna Johanna Meriluoto (* 4. Oktober 1985 in Turku) ist eine ehemalige finnische Fußballspielerin. Sie spielte in der schwedischen Damallsvenskan und in der finnischen Nationalmannschaft.
Minna Meriluoto ist Torhüterin und spielte zunächst in Finnland für Turun Toverit, den SC Raisio und den FC United, bevor sie nach Schweden zu Umeå Södra FF wechselte. Mit dem Klub stieg sie am Ende der Saison 2008 ab und schloss sich dem Ligakonkurrenten Hammarby IF an. Mit ihrem neuen Verein erreichte sie zweimal den Klassenverbleib, ehe die Spielzeit 2011 mit dem Abstieg endete. Jitex BK nahm sie unter Vertrag. Sie erreichte zweimal mit ihrer Mannschaft den Klassenerhalt. Anfang 2014 wechselte sie zu Vittsjö GIK. Dort spielte sie ein Jahr, ehe sie nach Finnland zurückkehrte und sich HJK Helsinki anschloss. Ende 2018 beendete sie dort ihre Karriere.
Von 2006 bis 2018 gehörte sie der finnischen Nationalmannschaft an und absolvierte insgesamt 64 Länderspiele.